# Hansjörg Küster
Hansjörg Küster (* 21. November 1956 in Frankfurt am Main; † 26. Februar 2024 in Freiburg im Breisgau) war ein deutscher Biologe. Von 1998 bis 2022 war er Professor für Pflanzenökologie am Institut für Geobotanik an der Universität Hannover. Er wurde vor allem durch seine Veröffentlichungen zur Geschichte des Waldes in Mitteleuropa und zur Geschichte der Landschaft bekannt.

## Leben und Wirken
Hansjörg Küster studierte als Stipendiat der Studienstiftung des deutschen Volkes Biologie an der Universität Stuttgart-Hohenheim und promovierte 1985.
Im Anschluss wechselte Küster an die Universität München an das damalige Archäologische Institut, wo er die Leitung der Arbeitsgruppe „Vegetationsgeschichte“ übernahm. Im Jahr 1992 habilitierte er dort mit dem Thema Postglaziale Vegetationsgeschichte Südbayerns.
Von 1998 an war Küster Professor an der Universität Hannover. Seine Arbeitsgebiete waren die Grundlagen der Ökologie und die Vegetations- und Landschaftsgeschichte. Küster war Leiter mehrerer Drittmittelprojekte der EU, der Deutschen Forschungsgemeinschaft und der VolkswagenStiftung.
In seinen Büchern und Aufsätzen analysiert Küster vor allem die Formung der gegenwärtigen mitteleuropäischen Landschaft und des Waldes durch den Menschen und die Forstwirtschaft. Küster popularisierte seine Thesen – beispielsweise zur Holznot – auch bei Medien-Auftritten und in Zeitungsbeiträgen. Küster publizierte nicht nur Bücher zur Geschichte von Natur und Landschaft, sondern auch zu kulturgeschichtlichen Themen, etwa über das Korn oder das Gartenreich Wörlitz. 2020 erschien sein Buch Die Alpen. Geschichte einer Landschaft, in dem er die Alpen nicht in ein Schutzgebiet verwandeln möchte, sondern die wechselseitige Abhängigkeit von ökologischem Wirtschaften und Tourismus herausstellt. Das letzte von Küster verfasste Buch mit dem Titel Das Watt - Wiege des Lebens wurde im März 2024 posthum veröffentlicht.
Küster war von 2004 bis 2022 ehrenamtlicher Präsident des Niedersächsischen Heimatbundes e. V. Für diese Tätigkeit und seine Verdienste um das Land Niedersachsen bekam er am 13. Mai 2023 den Niedersächsischen Verdienstorden 1. Klasse verliehen. Des Weiteren war er von 2000 bis 2017 stellvertretender Vorsitzender der Naturhistorischen Gesellschaft Hannover und hatte ab 2019 bis zu seinem krankheitsbedingten Rücktritt 2022 den Vorsitz der Reinhold-Tüxen-Gesellschaft e. V. inne.

## Schriften (Auswahl)
- Geschichte der Landschaft in Mitteleuropa. Von der Eiszeit bis zur Gegenwart. C. H. Beck, München 1995, ISBN 3-406-39525-2.
- Geschichte des Waldes. Von der Urzeit bis zur Gegenwart. C. H. Beck, München 1998, ISBN 3-406-44058-4.
- Die Ostsee. Eine Natur- und Kulturgeschichte. C. H. Beck, München 2002, ISBN 3-406-49362-9.
- Natur wird Landschaft. Niedersachsen. = The making of a landscape. Lower Saxony. Fotos Wolfgang Volz. zu Klampen, Springe 2005, ISBN 3-934920-51-9.
- Das ist Ökologie. Die biologischen Grundlagen unserer Existenz. C. H. Beck, München 2005, ISBN 3-406-53463-5.
- Die Elbe. Landschaft und Geschichte. C. H. Beck, München 2007, ISBN 978-3-406-56209-9.
- Schöne Aussichten. Kleine Geschichte der Landschaft. C. H. Beck, München 2009, ISBN 978-3-406-58570-8.
- Die Entdeckung der Landschaft. Einführung in eine neue Wissenschaft (= Beck’sche Reihe. 6061). C. H. Beck, München 2012, ISBN 978-3-406-63702-5.
- Am Anfang war das Korn. Eine andere Geschichte der Menschheit. C. H. Beck, München 2013, ISBN 978-3-406-65217-2.
- Nordsee. Die Geschichte einer Landschaft. Wachholtz, Murmann Publishers, Kiel u. a. 2015, ISBN 978-3-529-07604-6.
- Deutsche Landschaften. Von Rügen bis zum Donautal. C. H. Beck, München 2017, ISBN 978-3-406-71387-3.
- Der Wald. Natur und Geschichte (= C. H. Beck Wissen. 2891). C. H. Beck, München 2019, ISBN 978-3-406-73216-4.
- Die Alpen. Geschichte einer Landschaft. C. H. Beck, München 2020, ISBN 978-3-406-74828-8.[8]
- Flora. Die ganze Welt der Pflanzen. C. H. Beck, München 2022, ISBN 978-3-406-78323-4.
- Das Watt. Wiege des Lebens. C. H. Beck, München März 2024, ISBN 978-3-406-81422-8.
- Postglaziale Vegetationsgeschichte Südbayerns: geobotanische Studien zur prähistorischen Landschaftskunde. Akademie-Verlag, Berlin, 1995, ISBN 3-05-501592-4

## Rezensionen
- Gesine Hindemith: Rezension von: Hansjörg Küster: „Schöne Aussichten“. Kleine Geschichte der Landschaft. Verlag C. H. Beck, München 2009. In: FAZ, 17. Juni 2009.[9]
- Anselm Tiggemann: Rezension von: Hansjörg Küster: Die Elbe. Landschaft und Geschichte, München: C. H. Beck 2007. In: sehepunkte. 8 (2008), Nr. 4, 15. April 2008.[10]